# تاریخ اینترنت

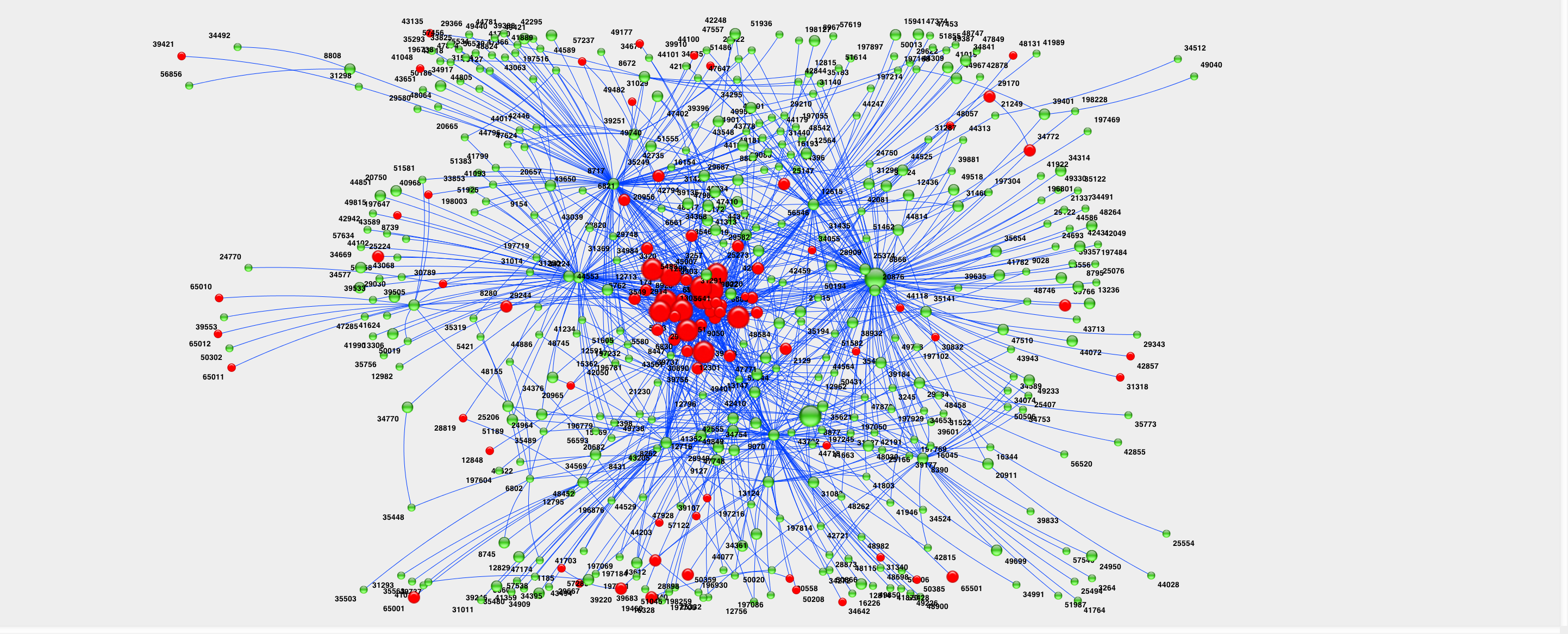
اینترنت بلغارستان ۲۰۱۱

تاریخچه اینترنت با توسعه ترانزیستورها و رایانه‌های الکترونیکی در دهه ۵۰ آغاز می‌شود. مفاهیم اولیه شبکه گسترده در چندین آزمایشگاه علوم کامپیوتر در ایالات متحده، انگلستان و فرانسه سرچشمه گرفت. وزارت دفاع آمریکا در اوایل دهه ۱۹۶۰ قراردادهایی از جمله برای توسعه پروژه آرپانت، توسط رابرت تایلور و با مدیریت لارنس رابرت منعقد کرد. نخستین پیام از طریق آزمایشگاه علوم کامپیوتر پروفسور لئونارد کلینروک در دانشگاه کالیفرنیا، لس آنجلس (UCLA) به گره شبکه دوم در مؤسسه تحقیقات استنفورد (SRI) از طریق آرپانتدر سال ۱۹۶۹ ارسال شد.